# Диско Сту
Диско Сту (енгл. Disco Stu) је измишљени лик у анимираној ТВ серији Симпсонови. Глас му је позајмио Ханк Азарија.